# 나카오 고타로
나카오 고타로(일본어: 中尾 幸太郎, 1969년 6월 8일 ~ )는 일본의 전 축구 선수이다.

## 구단 경력
과거 비셀 고베에서 활동하였다.